# سوني إكسبيريا سي
سوني اكسبيريا سي (بالإنجليزية: Sony Xperia C)‏ هو هاتف ذكي من سوني موبايل كوميونيكيشنز يعمل بنظام أندرويد، تم طرحه في الأسواق في 2013.

## الخصائص
- نظام التشغيل: أندرويد 4.2.2 جيلي بين
- الكاميرا الخلفية: 8 ميجابكسل
- الكاميرا الامامية: VGA
- الشاشة: إل سي دي 960×540
- الوزن: 153 غرام
- المعالج: 1.2 جيجا هرتز رباعي النواة
- الذاكرة: 1 جيجابايت